# Eric Hoffer
Eric Hoffer (New York, 25 luglio 1902 – San Francisco, 21 maggio 1983) è stato uno scrittore, filosofo e psicologo statunitense.

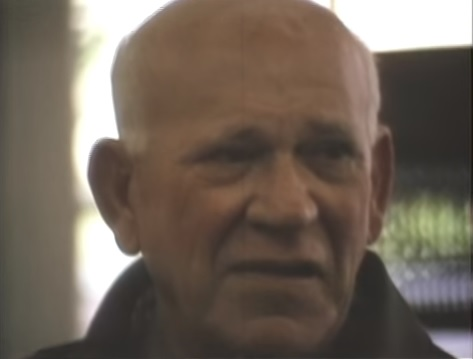
Eric Hoffer, 1967

Ha scritto dieci libri ed ha ricevuto la Presidential Medal of Freedom nel febbraio 1983 dall'allora presidente degli Stati Uniti d'America Ronald Reagan. Il suo primo libro, Il vero credente, pubblicato nel 1951, fu largamente riconosciuto come un classico, ricevendo critiche positive sia dagli esperti che dai profani. Nel 2001 è stato istituito l'Eric Hoffer Award in suo onore.

## Biografia

### Infanzia e giovinezza
Hoffer nacque a New York City nel 1902 da una coppia di immigrati tedeschi alsaziani. Prima dei cinque anni era in grado di leggere sia in tedesco che in inglese. Quando aveva cinque anni, la madre cadde dalle scale con lui in braccio. Hoffer divenne cieco per ragioni sconosciute, ma anni più tardi disse che pensava potesse essere dovuto al trauma della caduta. In seguito alla morte di sua madre fu cresciuto da una donna tedesca di nome Martha, che viveva con la famiglia; la sua vista tornò, senza preavviso né apparenti ragioni particolari, quando aveva 15 anni. Temendo di perdere nuovamente la vista, colse l'opportunità per leggere più che poteva e il più a lungo possibile. La vista però rimase, ed Hoffer non abbandonò mai l'abitudine di leggere assiduamente.
Hoffer era un ragazzo quando suo padre, un ebanista, morì. Il sindacato degli ebanisti pagò le spese del funerale e diede ad Hoffer poco più di trecento dollari. Nel 1920 prese l'autobus e viaggiò fino a Los Angeles, pensando che la calda città fosse il posto migliore per un ragazzo povero. Trascorse i dieci anni successivi nella periferia della città, leggendo, scrivendo e lavorando saltuariamente. In uno di questi lavori temporanei – la vendita di arance porta a porta – scoprì che aveva un'abilità particolare per vendere, e che poteva arricchirsi facilmente. Messo a disagio da questa scoperta, abbandonò il lavoro dopo un solo giorno.
Nel 1931 tentò il suicidio cercando di bere dell'acido ossalico, ma il tentativo fallì in quanto non riuscì a costringersi ad ingollare il veleno. Quest'esperienza gli conferì la determinazione di vivere avventurosamente: lasciò la periferia e divenne un lavoratore migrante. Seguendo i raccolti lungo tutta la California, si procurò le tessere delle biblioteche di tutti i paesi vicini ai campi dove lavorava, e vivendo «tra i libri ed i bordelli». Un evento chiave per Hoffer avvenne tra le montagne dove si trovava in cerca d'oro; costretto al chiuso dalla neve, lesse i saggi di Michel de Montaigne. Tale libro affascinò profondamente Hoffer, che si riferiva spesso all'importanza di esso per lui; sviluppò inoltre un grande rispetto per la classe meno agiata, che, affermò, era «impregnata di talento».

### Scaricatore di porto
Hoffer arrivò a San Francisco nel 1941. Qui cercò di arruolarsi nell'esercito nel 1942 ma fu scartato a causa di un'ernia. Desideroso di contribuire comunque allo sforzo bellico, trovò un impiego come scaricatore di porto all'Embarcadero. Fu lì che si sentì a casa e decise di stabilirsi, continuando a leggere intensamente e presto iniziando a scrivere, guadagnandosi da vivere caricando e scaricando navi; questo lavoro andò avanti fino al suo pensionamento all'età di sessantacinque anni.
Hoffer considerava Il vero credente, spiegazione del fanatismo e dei movimenti di massa, il suo miglior scritto, ma anche The Ordeal of Change rientrava tra i suoi preferiti. Nel 1970 fu istituito il Lili Fabilli and Eric Hoffer Laconic Essay Prize assegnato a studenti, professori e membri della Berkeley.
Hoffer era un individuo carismatico ed un oratore persuasivo, ma sostenne che la gente non gli interessava. Nonostante fosse l'autore di dieci libri e tenesse una rubrica su un giornale, in pensione continuò la sua vita scrivendo da solo nel suo appartamento di San Francisco. Fumatore incallito, negli ultimi anni di vita soffrì di enfisema.

## Pensiero

### Le umili origini e gli "intellettuali"
Hoffer attinse sicurezza ed ispirazione dalle sue umili origini e dai lavoratori che lo circondavano, vedendovi un enorme potenziale a livello umano. In una lettera a Margaret Anderson datata 1941, scrisse:
in the fields while waiting for a truck, and at noon after lunch.

Towns are too distracting.»
Traeva inoltre conforto dall'essere un emarginato, poiché credeva che gli emarginati fossero sempre stati dei pionieri nella società. Non si considerava un intellettuale, ed anzi disprezzava il termine, sostenendo che descrivesse le accademie antiamericane dell'occidente. Credeva nel potere accademico, ma nei paesi democratici occidentali gli era negato (ma non nei paesi a regime totalitario, che Hoffer riteneva però un mero sogno intellettuale). Credeva anzi che le accademie mordessero la mano che gli porgeva il cibo, accecate dalla ricerca di potere ed influenza.
Sebbene Hoffer non si identificasse con gli "intellettuali liberal" e criticasse spesso l'ideologia radicale di molti attivisti della New Left, sarebbe sbagliato classificare il pensiero dell'autore come "conservatore". Analogamente, sebbene i suoi scritti fossero spesso graditi alle filosofie centriste di liberali come Arthur Schlesinger Jr., le sue idee non erano riconducibili neanche al pensiero "liberal". Come egli stesso affermò, «i miei scritti nascono dalla mia vita come un ramo da un albero». Quando veniva chiamato intellettuale, insisteva nel dichiararsi uno scaricatore di porto, diventando così noto come il "filosofo scaricatore di porto" (in inglese "longshoreman philosopher").

### Sulla natura e le origini dei movimenti di massa
Hoffer fu tra i primi a riconoscere l'importanza fondamentale dell'autostima per il benessere psicologico. Mentre gli scrittori più recenti si concentrano sui benefici dell'autostima in senso positivo, Hoffer pose l'attenzione sulle conseguenze della mancanza di essa. Preoccupato dall'ascesa di regimi totalitari come quelli di Adolf Hitler e Josef Stalin, cercò di trovare le radici di questi "manicomi" nella psicologia umana. Postulò dunque che il fanatismo affonda le sue radici nell'odio di sé stessi e nell'insicurezza. Come descrive ne Il vero credente, un'appassionata ossessione per il mondo esterno o per le vite private delle altre persone è semplicemente un disperato tentativo di compensare la mancanza di significato della propria vita.
I movimenti di massa analizzati ne Il vero credente includono movimenti religiosi e politici, con un'ampia parte dedicata ad Islam e Cristianesimo, ed anche movimenti apparentemente positivi, che non appartengono né alla sfera politica né a quella religiosa. Un principio che sta al centro del libro è la visione di intercambiabilità dei movimenti che ha Hoffer: nota infatti fanatici nazisti che diventano fanatici comunisti, fanatici comunisti che diventano fanatici anticomunisti e Saul, persecutore dei cristiani, che diventa Paolo di Tarso, fanatico cristiano. Per il vero credente la sostanza dei movimenti di massa non è importante, fintantoché egli ne fa parte. Hoffer inoltre indica come sia possibile fermare un movimento non desiderato sostituendolo con uno positivo, che avrebbe dato a coloro predisposti ad unirsi ai movimenti uno sfogo per le loro insicurezze.
L'opera di Hoffer era originale, aprendo un nuovo territorio del tutto inesplorato dalla maggior parte del pensiero del suo tempo. In particolare, l'opera dell'autore era completamente non freudiana, in un periodo in cui quasi tutta la psicologia americana si riferiva al modello dello psicologo austriaco.

## Altri scritti
Gli approfondimenti di Hoffer sulle conseguenze della mancanza di autostima permearono anche i suoi successivi scritti. Il libro del 1963 The Ordeal of Change tratta di cambiamento e modernizzazione della società; First Things, Last Things del 1971 è una raccolta di saggi pubblicati in un periodo in cui i giovani della classe media americana si stavano sempre più interessando ai movimenti di massa, fossero essi politici, religiosi o subculturali, in coincidenza con un rapido incremento del crimine giovanile. In questi ed in altri libri, Hoffer continuò a sviluppare i suoi approfondimenti. Secondo la visione dello scrittore, un rapido cambiamento non è positivo per una società, ed una rapidità eccessiva nel mutamento poteva causare una regressione nella maturità di coloro che erano cresciuti in una società diversa da quella in cui si era trasformata.
Notò inoltre che nell'America degli anni sessanta molti giovani adulti vivevano ancora in una sorta di estensione dell'adolescenza. Cercando di spiegare l'attrazione verso i movimenti di protesta della New Left, li caratterizzò come risultato di un'agiatezza largamente diffusa, che «sta derubando la società moderna di qualsiasi cosa sia rimasta della pubertà per far sì che il raggiungimento dell'età adulta diventi una routine». Secondo la sua visione, questi riti puberali sono essenziali per l'autostima, e i movimenti di massa e la mentalità giovanile tendono a convergere sul punto che chiunque, a qualsiasi età, si unisca ad un movimento, inizia immediatamente ad esibire un comportamento giovanile.
Inoltre evidenzia come la ragione per cui gli americani appartenenti alle classi lavoratrici non si univano ai movimenti degli anni sessanta era che l'approdo al lavoro era effettivamente un rito di passaggio dall'adolescenza all'età adulta, mentre il disagiato ed il ricco erano «impossibilitati ad avere una parte nel mondo del lavoro e a provare la loro maturità lavorando e ricevendo una paga da uomini» e rimanendo quindi in questo stato estensivo dell'adolescenza, privi della necessaria autostima e dunque inclini ad aderire a movimenti di massa come forma di compensazione.
Hoffer suggeriva inoltre che questo bisogno di lavoro come rito di passaggio avrebbe potuto essere soddisfatto attraverso un programma nazionale di due anni di servizio civile (non dissimile da quelli attuati durante la crisi del '29) nel quale ogni giovane adulto avrebbe lavorato a lavori a costruzioni e in altri campi, sostenendo che «la routinizzazione del passaggio da giovinezza a maturità contribuirebbe alla soluzione di molti dei nostri problemi più immediati. Non posso pensare ad altro modo per mutare un così alto numero di problemi in altrettante opportunità di crescita.».

### Scritti non pubblicati
I documenti di Hoffer, tra cui 131 taccuini che portava con sé, furono acquistati dalla Hoover Instituion nel 2000. Tali documenti occupano circa 20 metri di spazio negli archivi; vista la natura aforistica dello stile di Hoffer, questi scritti, prodotti dal 1949 al 1977, contengono una parte significativa del lavoro dello scrittore. Una selezione di cinquanta di questi aforismi, riguardanti principalmente lo sviluppo di talenti inutilizzati attraverso il processo creativo sono stati pubblicati in Harper's Magazine  e in Hoover Digest .

## Opere
- Il vero credente - Sulla natura del fanatismo di massa,  Castelvecchi Editore, Roma, 2013.
- The Passionate State Of Mind, and Other Aphorisms (1955) ISBN 1-933435-09-7
- The Ordeal Of Change (1963) ISBN 1-933435-10-0
- The Temper Of Our Time (1967)
- Working And Thinking on The Waterfront; a journal, June 1958-May 1959 (1969)
- First Things, Last Things (1971)
- Reflections on the Human Condition (1973) ISBN 1-933435-14-3
- In Our Time (1976)
- Before the Sabbath (1979)
- Between the devil and the dragon: the best essays and aphorisms of Eric Hoffer (1982) ISBN 0-06-014984-1
- Truth Imagined ISBN 1-933435-01-1 (1983)

## Premi
- 17 settembre 1985 - Inaugurazione dello Skygate a San Francisco; discorso di Eric Sevareid.
- 1º gennaio 2001 - Istituzione dello Eric Hoffer Award.